# Real Madrid Baloncesto 2021-2022
Questa voce raccoglie le informazioni riguardanti il Real Madrid Baloncesto nelle competizioni ufficiali della stagione 2021-2022.

## Stagione
La stagione 2021-2022 del Real Madrid Baloncesto è la 66ª nel massimo campionato spagnolo di pallacanestro, la Liga ACB.

## Roster
Aggiornato al 20 luglio 2021.
| Real Madrid 2021-22 | Real Madrid 2021-22 |
| Giocatori           | Staff tecnico       |
| ------------------- | ------------------- |

| N. | Naz.                                         | Ruolo | Nome                | Anno | Alt.   | Peso   |  |
| -- | -------------------------------------------- | ----- | ------------------- | ---- | ------ | ------ |  |
| 0  | Stati Uniti (bandiera)                       | P     | Nigel Williams-Goss | 1994 | 191 cm | 86 kg  |  |
| 1  | Francia (bandiera)                           | GA    | Fabien Causeur      | 1987 | 196 cm | 86 kg  |  |
| 2  | Spagna (bandiera)                            | P     | Juan Núñez          | 2004 | 192 cm | 86 kg  |  |
| 3  | Stati Uniti (bandiera) · Slovenia (bandiera) | AG    | Anthony Randolph    | 1989 | 211 cm | 104 kg |  |
| 4  | Francia (bandiera)                           | P     | Thomas Heurtel      | 1989 | 188 cm | 82 kg  |  |
| 5  | Spagna (bandiera)                            | GA    | Rudy Fernández      | 1985 | 196 cm | 83 kg  |  |
| 6  | Spagna (bandiera)                            | A     | Alberto Abalde      | 1995 | 202 cm | 95 kg  |  |
| 7  | Slovenia (bandiera) · Spagna (bandiera)      | P     | Urban Klavžar       | 2004 | 186 cm |        |  |
| 8  | Ungheria (bandiera)                          | AP    | Ádám Hanga          | 1989 | 200 cm | 94 kg  |  |
| 11 | Svezia (bandiera) · Spagna (bandiera)        | C     | Tristan Vukčević    | 2003 | 209 cm | 100 kg |  |
| 12 | Spagna (bandiera)                            | P     | Carlos Alocén       | 2000 | 194 cm | 84 kg  |  |
| 14 | Argentina (bandiera)                         | A     | Gabriel Deck        | 1995 | 198 cm | 105 kg |  |
| 17 | Francia (bandiera)                           | C     | Vincent Poirier     | 1993 | 213 cm | 120 kg |  |
| 22 | Capo Verde (bandiera) · Spagna (bandiera)    | C     | Walter Tavares      | 1992 | 221 cm | 125 kg |  |
| 23 | Spagna (bandiera)                            | PG    | Sergio Llull (C)    | 1987 | 190 cm | 94 kg  |  |
| 28 | Francia (bandiera)                           | AC    | Guerschon Yabusele  | 1995 | 202 cm | 123 kg |  |
| 30 | Senegal (bandiera) · Spagna (bandiera)       | C     | Eli Ndiaye          | 2004 | 204 cm |        |  |
| 33 | Stati Uniti (bandiera)                       | AC    | Trey Thompkins      | 1990 | 208 cm | 108 kg |  |
| 44 | Svezia (bandiera)                            | AP    | Jeff Taylor         | 1989 | 201 cm | 102 kg |  |
| -  | Spagna (bandiera)                            | AP    | Ab Sediq Garuba     | 2004 | 193 cm |        |  |
| -  | Spagna (bandiera)                            | C     | Baba Miller         | 2004 | 208 cm |        |  |

| Allenatore                                                                                              |
| - Pablo Laso                                                                                            |
| Assistente/i                                                                                            |
| - Isidoro Calín - Chus Mateo - Paco Redondo Legenda - (C) Capitano - (IN) Inattivo - Infortunato Roster |

## Mercato

### Sessione estiva
| Acquisti | Acquisti            | Acquisti         | Acquisti      | Acquisti |
| R.a      | Nome                | da               | Modalità      |          |
| -------- | ------------------- | ---------------- | ------------- | -------- |
| AC       | Guerschon Yabusele  | ASVEL            | svincolato    |          |
| P        | Thomas Heurtel      | ASVEL            | svincolato    |          |
| P        | Nigel Williams-Goss | Lokomotiv Kuban' | svincolato    |          |
| A        | Boris Tišma         | Real Betis       | fine prestito |          |
| A        | Mario Nakić         | Ostenda          | fine prestito |          |
| AP       | Ádám Hanga          | Barcellona       | svincolato    |          |

| Cessioni | Cessioni             | Cessioni          | Cessioni                 | Cessioni |
| R.       | Nome                 | a                 | Modalità                 |          |
| -------- | -------------------- | ----------------- | ------------------------ | -------- |
| P        | Nicolás Laprovíttola | Barcellona        | fine contratto           |          |
| AC       | Alex Tyus            | Free agent        | fine contratto           |          |
| AG       | Felipe Reyes         |                   | ritirato                 |          |
| G        | Jaycee Carroll       |                   | ritirato                 |          |
| AG       | Boris Tišma          | Studentski Centar | fine contratto           |          |
| P        | Matteo Spagnolo      | Vanoli Cremona    | prestito                 |          |
| A        | Mario Nakić          | Andorra           | fine contratto           |          |
| AC       | Usman Garuba         | Houston Rockets   | definitivo (3 milioni €) |          |

### Dopo l'inizio della stagione
| Acquisti | Acquisti     | Acquisti         | Acquisti        | Acquisti   |
| R.       | Nome         | da               | Data            | Modalità   |
| -------- | ------------ | ---------------- | --------------- | ---------- |
| A        | Gabriel Deck | Oklahoma Thunder | 19 gennaio 2022 | svincolato |

| Cessioni | Cessioni         | Cessioni | Cessioni        | Cessioni    |
| R.       | Nome             | a        | Data            | Modalità    |
| -------- | ---------------- | -------- | --------------- | ----------- |
| C        | Tristan Vukčević | Partizan | 27 gennaio 2022 | rescissione |